# Belfegors primtal

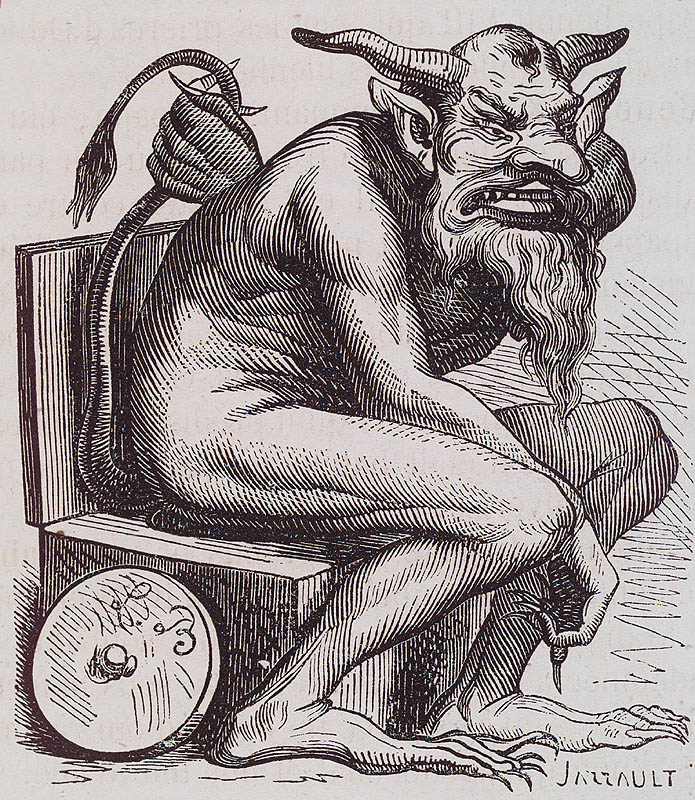
Belfegor själv, från Dictionnaire Infernal.

Belfegors primtal är primtalet 1000000000000066600000000000001.
Namnet Belfegor anspelar på en av de sju prinsarna I helvetet. Primtalet innehåller i mitten vilddjurets tal 666. Det omges på vardera sidan av tretton nollor, vilket också är ett tal som omges av stor vidskepelse.
Det första talet som innehållet vilddjurets tal, som är primtal och palindrom är 16661. Nästa i turordning är just Belfegors primtal. Den amerikanske ingenjören och matematikern Harvey Dubner har räknat ut att de följande talen i talserien har följande antal nollor före och efter vilddjurets tal: 42, 506, 608, 2472 och 2623.

## Kuriosa
Talet är i basen 10 ett palindromprimtal, det vill säga ett primtal som får samma värde vare sig man läser framifrån eller baklänges.